# Piz Mon'Ata
Piz Mon'Ata är en bergstopp i Schweiz.   Den ligger i regionen Engiadina Bassa/Val Müstair och kantonen Graubünden, i den östra delen av landet, 220 km öster om huvudstaden Bern. Toppen på Piz Mon'Ata är 2 938 meter över havet, eller 48 meter över den omgivande terrängen. Bredden vid basen är 0,56 km.
Terrängen runt Piz Mon'Ata är bergig åt sydost, men åt nordväst är den kuperad. Runt Piz Mon'Ata är det glesbefolkat, med 11 invånare per kvadratkilometer.. Närmaste större samhälle är Zernez, 19,1 km nordväst om Piz Mon'Ata. 
Trakten runt Piz Mon'Ata består i huvudsak av gräsmarker.